# Акіндин II
Акіндин II (д/н — бл. 1232) — церковний діяч часів занепаду Великого князівства Київського. Святий православної церкви, шанується в лику преподобних, пам'ять відбувається (за юліанським календарем): 28 серпня (Собор Києво-Печерських преподобних отців в Дальніх печерах) і на другому тижні Великого посту (Собор всіх Києво-Печерських преподобних отців).

## Життєпис
Про походження нічого невідомо. Близько 1203 року після смерті архімандрита Феодосія III обирається новим настоятелем Києво-Печерського монастиря. Багато зробив для відродження монастиря після його пограбування половцями та Ольговичами.
Відомо про два послання, де згадується Акіндин II — від Симона, єпископа Суздальського, до свого родича Полікарпа, та від останнього до Симона.
У 1230 році внаслідок землетрусу суттєво постраждав сам монастир та його Успінський собор. Тому архімандрит доклав значні зусилля щодо їх відновлення. Остання письмова згадка відноситься до 1231 року, коли Акіндин II був присутній при хіротонії Кирила II, єпископа Ростовського і Ярославського. Вважається, що помер близько 1232 року. Новим архімандритом став Полікарп II.